# BBW

描繪BBW女性的藝術畫作

（縮寫），意為體型大的美麗女性，是種對於體重超重女性的正面稱呼。

## 定義
這一用詞是於1979年由卡蘿爾·蕭（Carole Shaw）發明，她創辦了專為「大尺碼」女性設計的時尚生活雜誌《BBW Magazine》。該雜誌註冊了「Big Beautiful Woman」這個商標，後來將其轉讓給了《Dimensions Magazine》。
BBW一詞也常被接受脂肪運動人士作為正面的委婉語使用。
這個術語有一些近義詞，如「full-figured」（曲線玲瓏）、「voluptuous」（豐滿）、「zaftig」（豐腴）和「魯本斯風格」（Rubenesque），指的是彼得·保羅·魯本斯的藝術風格，他以繪製身材豐腴的女性著名。

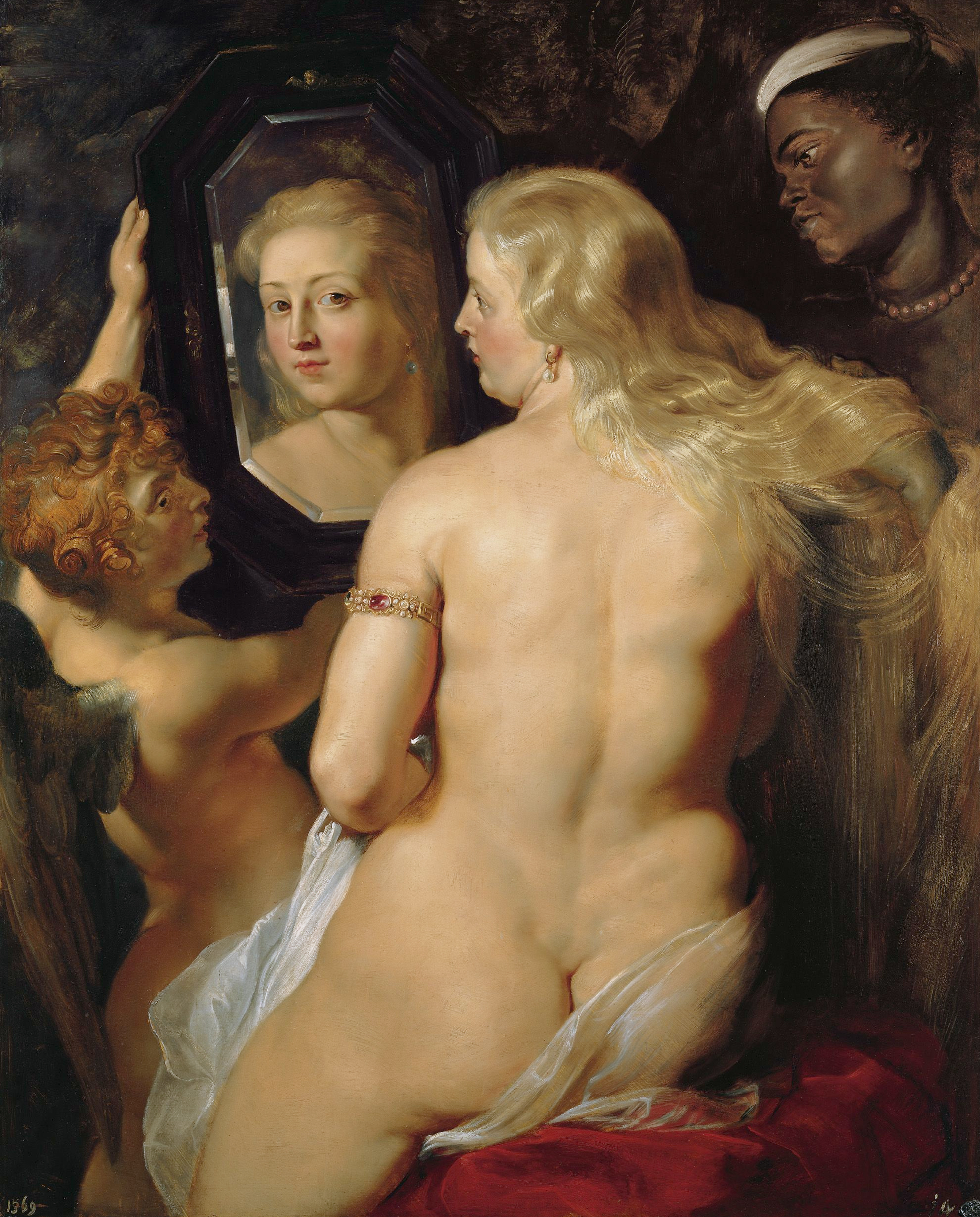
魯本斯畫作《照鏡的維納斯》

## 其他用法
縮寫「BBBW」指的是「Big Beautiful Black Woman」（大美麗黑人女性）。
縮寫「SSBBW」指的是「Supersized Big Beautiful Woman」（超大美麗女性），目前沒有一個正式的定義來解釋BBW和SSBBW之間的具體區別。有些BBW或SSBBW會自認為是「餵食者」（feedees）。《Dimensions Magazine》認為體重超過350磅（約160公斤）的女性被視為SSBBW。
BHM
BHM意為「Big Handsome Man」（大帥哥）或「Big Hulking Men」（大壯男），有時也稱為「Big Beautiful Man」（BBM，大美麗男性），指身材或性格吸引人的胖男性。喜歡BHM的女性被稱為「FFA」（Female Fat Admirers，女性肥胖愛好者）。在同性戀社群中，BHM有時被稱為「猪族」（chubs），而喜歡BHM的男性則被稱為「豬族追求者」（chubby chasers）。

## 衍伸閱讀
- 接受脂肪運動
- 戀豐腴
- 女性身形（英语：Female body shape）
- 熊族（男同性戀用語）
- 肥胖症

## 外部連結
- BBW Magazine 官方網站 （页面存档备份，存于）
- Dimensions Magazine，是一本曾與NAAFA（英语：National Association to Advance Fat Acceptance）（美國國家肥胖者接納促進協會）相關的雜誌，旨在促進肥胖社群的認同和自信，提供大尺碼時尚、健康、生活方式等內容。
- 美國國家肥胖者接納促進協會 （页面存档备份，存于）（NAAFA）是一個非營利性人權組織，致力於改善肥胖人群的生活品質，並推動社會對肥胖的正面認知。